# Mélanie Bernier
Mélanie Bernier (5 de janeiro de 1985, Grasse) é uma atriz francesa. Ela é conhecida pelo filme L'Assaut, dirigido por Julien Leclerq, relatando o sequestro do voo 8969 da Air France, em dezembro de 1994. Ela também atuou em várias produções televisivas. Em 2010, ela apareceu na televisão do Reino Unido como jurada na série da ITV 'Monte Carlo or Bust'.

## Biografia
Mélanie Bernier nasceu em Grasse, nos Alpes Marítimos, e cresceu em Veigné, em Indre-et-Loire. Seu pai é um professor e sua mãe trabalha em uma companhia de seguros. Estreou sua carreira artítica aos 7 anos em um teatro amador, e posteriormente, aos 14 anos, em uma liga de improvisação.

## Filmografia

### Cinema
- 2000 : Barnie et ses petites contrariétés, de Bruno Chiche (avec Fabrice Luchini, Nathalie Baye, Marie Gillain)
- 2002 : Comme un avion de Marie-France Pisier (avec Marie-France Pisier, Bérénice Bejo, Clément Van Den Bergh)
- 2005 : Le Temps des porte-plumes de Daniel Duval (avec Jean-Paul Rouve, Anne Brochet, Denis Podalydès)
- 2007 : Sa Majesté Minor de Jean-Jacques Annaud (avec José Garcia, Vincent Cassel)
- 2008 : Modern Love, de Stéphane Kazandjian (avec Alexandra Lamy, Stéphane Rousseau Bérénice Bejo)
- 2008 : Passe-passe de Tonie Marshall (avec Nathalie Baye, Édouard Baer)
- 2008 : Mes stars et moi de Lætitia Colombani (avec Kad Merad, Catherine Deneuve, Emmanuelle Béart)
- 2009 : Le Coach de Olivier Doran (avec Richard Berry, Jean-Paul Rouve, Anne Marivin)
- 2010 : La Tête en friche de Jean Becker (avec Gérard Depardieu, Gisèle Casadesus, Maurane, Patrick Bouchitey, Jean-François Stévenin, François-Xavier Demaison)
- 2011 : L'Assaut de Julien Leclercq (avec Vincent Elbaz)
- 2011 : Titeuf, le film de Zep (avec Donald Reignoux)
- 2011 : La Délicatesse de Stéphane et David Foenkinos (avec Audrey Tautou et François Damiens)
- 2012 : Populaire de Régis Roinsard (avec Déborah François, Romain Duris et Nicolas Bedos)
- 2013 : Gibraltar de Julien Leclercq (avec Gilles Lellouche)
- 2013 : Les Gamins d'Anthony Marciano (avec Alain Chabat, Max Boublil et Sandrine Kiberlain)
- 2013 : Au bonheur des ogres de Nicolas Bary (avec Bérénice Bejo)

### Televisão
- 1999 : Rends-moi mon nom de Patrice Martineau
- 2001 : La Mort est rousse de Christian Faure avec (Bernard Giraudeau, Elsa Lunghini)
- 2001 : Fred et son orchestre de Michaëla Watteaux (avec Michel Leeb)
- 2002 : L'Affaire martial de Jean-Pierre Igoux (avec Agnès Soral, Jean-Michel Noirey, Cécile Richard)
- 2004 : La Petite Fadette de Michaëla Watteaux (avec Jérémie Renier, Annie Girardot, Richard Bohringer)
- 2004 : Vénus et Apollon de Pascal Lahmani, Olivier Guignard et Jean-Marc Vervoot (avec Brigitte Roüan, Maria de Medeiros, Maëva Pasquali)
- 2005 : L'Empire du Tigre de Gérard Marx (avec Bernard Giraudeau, Nadia Farès, Thierry Frémont)
- 2006 : Marie Besnard, l'empoisonneuse de Christian Faure
- 2008 : La maison du chat qui pelote de Jean-Daniel Verhaeghe
- 2010 : En cas de malheur de Jean-Daniel Verhaeghe
- 2010 : Mademoiselle Drot de Christian Faure
- 2011 : Le Fil d'Ariane de Marion Laine
- 2012 : Bref de Kyan Khojandi et Bruno Muschio Épisode 81 : avant-dernier de la série.

### Teatro
- Les Trois Sœurs d'Anton Tchekhov, mise en scène de Karin Romer
- Mensonges, mise en scène d'Alexis Rejasse
- Spectacles de chansons, mise en scène d'Alexis Rejasse
- Alice au pays des merveilles, mise en scène de Juliette Maillet
- Le Petit Prince d'Antoine de Saint-Exupéry, mise en scène d'Alexis Rejasse
- 2008 : Héloïse de Patrick Cauvin, mise en scène de Patrice Leconte, au théâtre de l'Atelier à Paris
- 2010 : L'Infante de Maxence Garnier, mise en scène de Maxence Garnier, au Ciné 13 Théâtre à Paris
- 2014 : Un temps de chien de Brigitte Buc, mise en scène Jean Bouchaud, Théâtre Montparnasse

### Clipes
- 2009 : La Fille de la Bande, clip de Renan Luce